# Leptictidium tobieni
Leptictidium tobieni és una espècie de mamífer extint de la família dels pseudorrincociònids que visqué durant l'Eocè mitjà en allò que avui en dia és Alemanya. És la més grossa de les vuit espècies conegudes del gènere Leptictidium, amb els ossos llargs de les extremitats entre un 9% i un 15% més llargs que en L. nasutum. La mandíbula és força robusta pel gènere al qual pertany. En canvi, les premolars i molars estan encara més atrofiades que en L. nasutum. Tenia una dieta molt variada que incloïa insectes, petits vertebrats i, possiblement, plantes.
Wighart von Koenigswald i Gerhard Storch el descrigueren i li donaren nom l'any 1987. El classificaren dins el grup dels proteuteris, un tàxon calaix de sastre que agrupava moltes espècies diferents de mamífers insectívors. Tanmateix, més endavant es descobrí que els proteuteris són un grup artificial i els leptíctides foren reclassificats en un ordre propi.

## Descobriment i etimologia
L. tobieni fou descrit a partir d'un holotip consistent en un esquelet d'adult molt ben conservat, que fou trobat el 1984 i és custodiat a les col·leccions del Museu Estatal de Hessen a Darmstadt (Alemanya). Un altre exemplar, fragmentari i mal conservat, es troba a Bèlgica, al Reial Institut Belga de Ciències Naturals. Els fòssils provenen del jaciment de Messel, que data de l'Eocè mitjà i es troba a l'estat de Hessen (Alemanya). El 1987, Storch i Von Koenigswald descrigueren l'esquelet com una espècie nova, Leptictidium nasutum, que s'unia a les dues espècies de Leptictidium que es coneixien aleshores.
El nom genèric Leptictidium destaca la semblança del gènere amb els leptíctids nord-americans alhora que indica que era una mica més petit mitjançant el sufix diminutiu -idium,, mentre que el nom específic tobieni fou elegit en honor del 75è aniversari de Heinz Tobien, descriptor del gènere Leptictidium i impulsor de la investigació al jaciment de Messel durant la dècada del 1960.

## Morfologia
L. tobieni és l'espècie més grossa del gènere Leptictidium. Sense comptar la cua, era un 33% més gros que L. auderiense i un 12-14% més gros que L. nasutum. A més a més, els ossos llargs de les extremitats eren entre un 9% i un 15% més llargs que en L. nasutum.
El seu maxil·lar inferior és relativament robust, tot i que té les dents premolars i molars més atrofiades que L. nasutum, l'espècie de Leptictidium més similar pel que fa a la morfologia dental. El mesostil ben desenvolupat i la disposició transversal de les molars superiors són altres caràcters típics d'aquesta espècie que serveixen per distingir-la a primera vista de L. nasutum. De fet, el mesostil de L. tobieni és el més gros de totes les espècies del gènere, i en les dues primeres molars superiors (M1 i M2) és gairebé tan gros com el paracon i el metacon. A diferència de la feble dentadura premolar i molar, les dents anteriors de L. tobieni són relativament fortes. La primera dent canina destaca tant per la longitud com per l'alçada. Hi ha un ample diastema (espai lliure) entre les dues primeres dents premolars (P1 i P2). A la P4 i la M3, que tenen un precingúlid llarg i robust, el paracon i el metacon són de mida similar i estan separats per un solc profund. Les premolars molariformes són una característica del gènere Leptictidium en general molt evident en la quarta premolar superior (P4) de L. tobieni. Les cúspides del talònid no estan aplanades, mentre que la conca del talònid sobresurt més a la part lingual (interior). A les dues primeres molars (M1 i M2), la cresta obliqua s'estén fins a la part posterior del trigònid.
Igual que la resta d'espècies del seu gènere, L. tobieni tenia amples espais buits al davant de la renglera premolar, mentre que les premolars posteriors, en canvi, es tocaven. En comparació amb L. nasutum, les premolars tenen una longitud molt similar, però eren més amples en L. tobieni. Quant a la M1, L. tobieni tenia un lleuger avantatge pel que fa a la longitud, però la diferència era més gran quant a l'amplada. Finalment, la M3 també era lleugerament més grossa en L. tobieni. En general, la dentadura de L. tobieni era més semblant a la de L. nasutum que a la de qualsevol altra espècie de Leptictidium. Els caràcters comuns inclouen la fusió de l'entocònid i l'hipoconúlid, la P1 caniniforme, la primera canina superior (C1) i la P1 dotades d'arrels robustes, l'orientació transversal de la vora del paracònid i la feblesa de les dents premolars i molars en comparació amb la resta de dents.
Com les altres espècies del gènere, la seva morfologia indica una locomoció molt especialitzada. La tíbia i el peroné no estan fusionats. Els turmells i l'articulació iliosacra tenien una fixació bastant laxa, mentre que la pelvis tenia una unió flexible amb només una vèrtebra sacra. Igual que la resta d'espècies del seu gènere, tenia les potes anteriors curtes i les posteriors molt llargues, especialment a l'extrem distal (el més allunyat del cos). Els estudis de la seva estructura òssia han revelat informacions contradictòries. D'una banda, els ossos de la pelvis i les articulacions de les potes semblen massa delicades per suportar el xoc de salts repetits; de l'altra, la flexibilitat de la regió lumbar, la forma allargada de l'ili i la gran mida dels peus són característiques d'un animal saltador.

### Comparació dels espècimens
Aquesta taula compara les dimensions dels espècimens de L. tobieni (mides en mil·límetres).
| Espècimen                                | HLMD Me 8011a | I. R. Sc. N. B. M1475 |
| ---------------------------------------- | ------------- | --------------------- |
| Crani                                    | 101,1         | -                     |
| Cap+tronc                                | 375           | -                     |
| Cua                                      | 500           | -                     |
| Húmer                                    | 45,7          | 46,6                  |
| Cúbit                                    | 51,2          | -                     |
| Radi                                     | 37,0          | 36,2                  |
| Pelvis                                   | 85,7          | (82)                  |
| Fèmur                                    | 84,8          | (82)                  |
| Tíbia                                    | 91,6          | 90,5                  |
| Peroné                                   | 86,6          | -                     |
| Calcani                                  | 26,7          | 25,4                  |
| Neurocrani †                             | 42,2          | 42,5                  |
| Alçada del maxil·lar inferior sota la m2 | 9,0           | 9,5                   |
| Alçada de la branca mandibular ††        | 29,2          | 28,5                  |

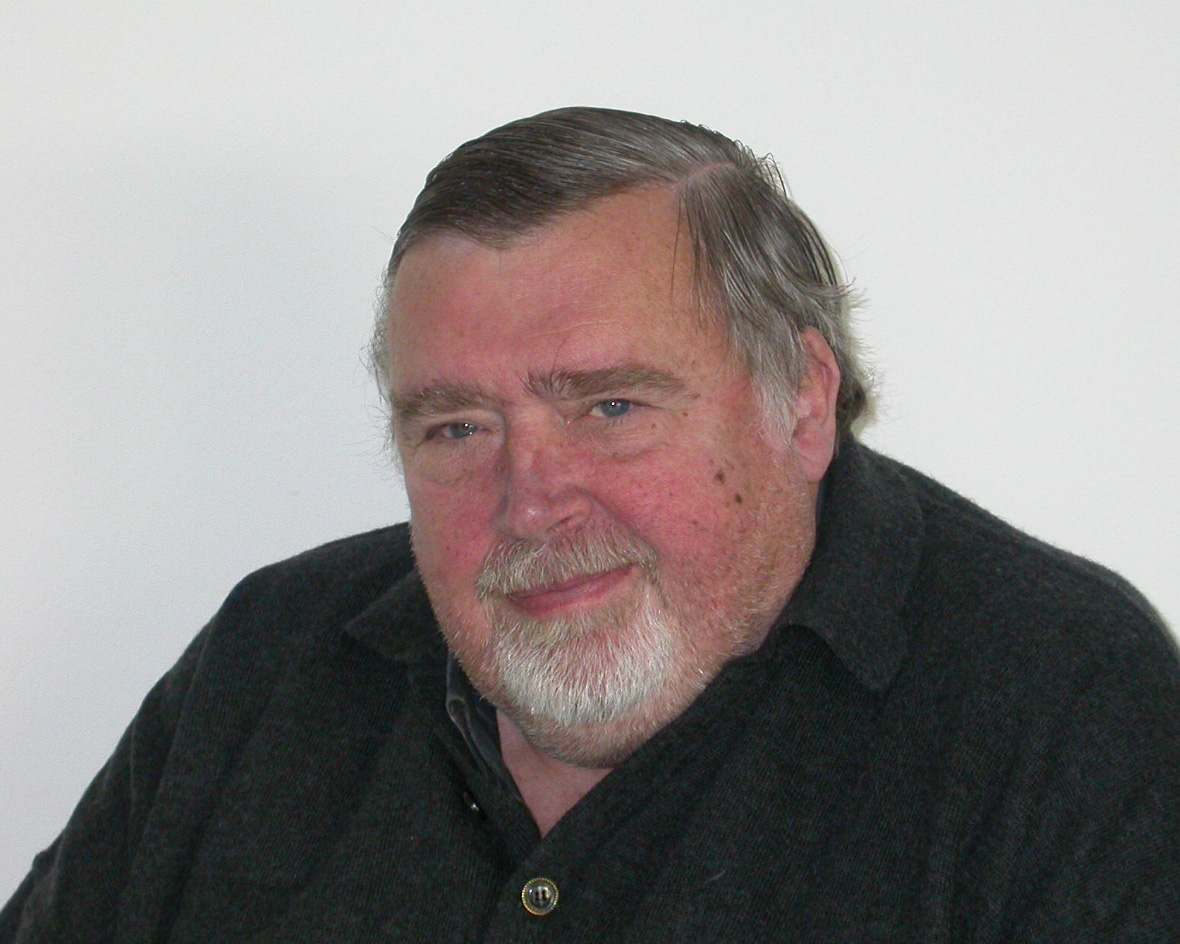
Gerhard Storch, un dels dos descriptors de L. tobieni

† Des de la vora davantera de l'òrbita

†† A sobre de la incisura praeangularis

## Comportament
Basant-se en el comportament de mamífers vivents similars, els assessors científics de Walking with Beasts, una sèrie de documentals de la BBC, especularen que L. tobieni era un animal diürn. Podria haver tingut un costum peculiar a l'hora de caçar: crear camins a la selva. S'hauria dedicat a recórrer-los diverses vegades al dia, caçant les preses que hi trobava i apartant-ne qualsevol obstacle. Era vital mantenir la via lliure, car els camins eren la seva via de fugida en cas d'un atac d'un depredador.
Com que les cries eren molt vulnerables, probablement naixien molt desenvolupades i esdevenien independents quan encara eren bastant joves. A partir del comportament de les musaranyes elefant, es pot suggerir la possibilitat que les cries de Leptictidium sortissin aviat a caçar amb la seva mare i que aprenguessin a distingir les preses llepant la boca de la mare quan aquesta acabava de caçar un animal, a fi de conèixer el gust dels aliments.
S'han trobat fòssils de Leptictidium perfectament conservats a Messel. Se n'han preservat les marques del pèl i els continguts de l'estómac, que mostren que eren omnívors que s'alimentaven d'insectes, sargantanes i petits mamífers. Tanmateix, els espècimens de Leptictidium amb aliments a l'estómac no pertanyen a L. tobieni. L'holotip de L. tobieni també tenia trossos de fulles i una gran quantitat de sorra a l'abdomen. Malgrat que no hi ha cap dubte que ingerí la sorra, no s'ha pogut determinar amb certesa si consumí les fulles en vida o simplement es trobaven a sota de l'espècimen quan fou enterrat.

## Hàbitat

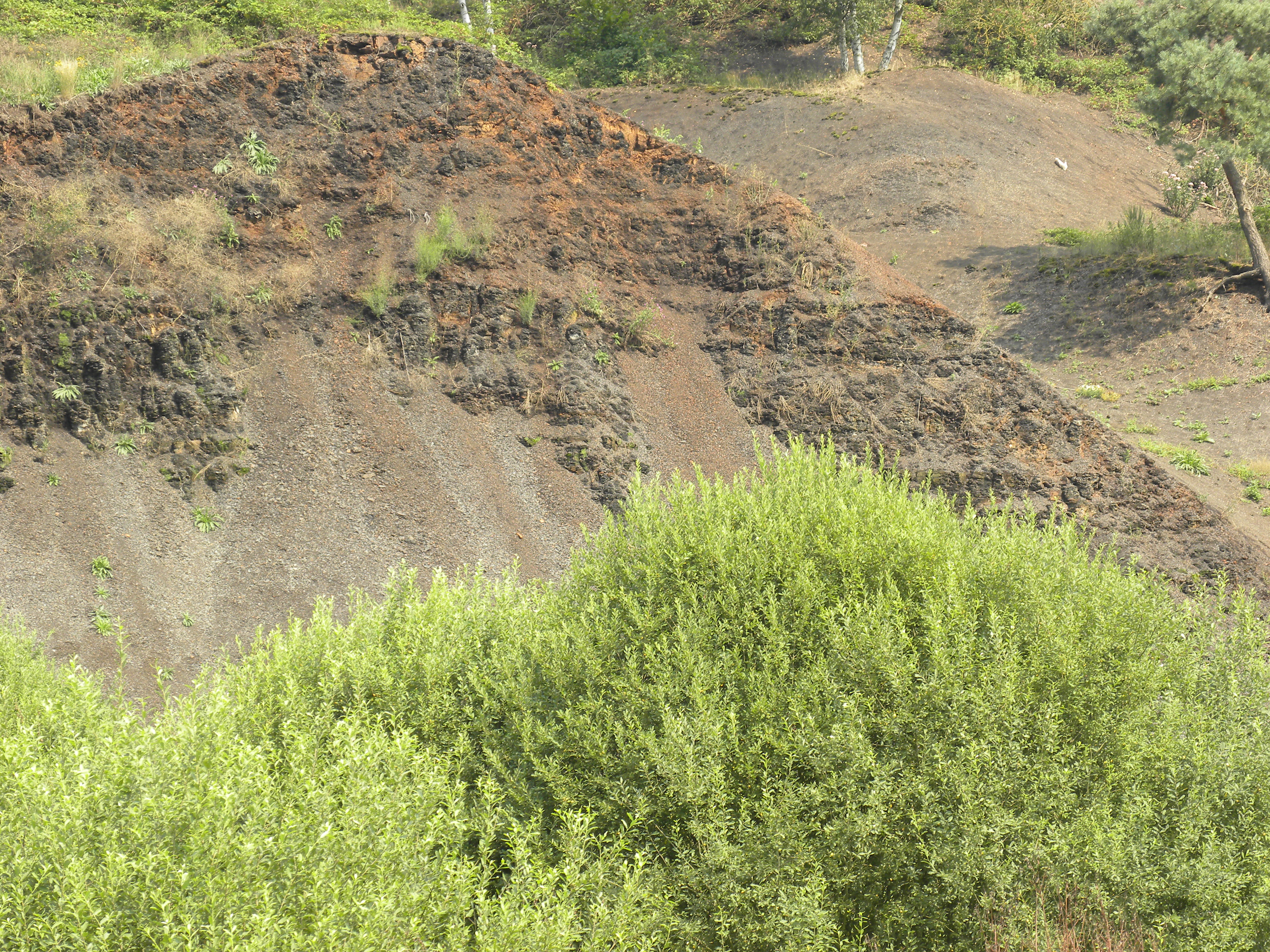
Aflorament al jaciment de Messel

L. nasutum és conegut del jaciment de Messel, que durant l'Eocè es trobava en una regió coberta per boscos subtropicals. Des del principi d'aquesta època, la temperatura del planeta anà pujant fins a assolir el màxim tèrmic del Paleocè-Eocè, un episodi d'escalfament ràpid i intens (d'entre 5 i 8 °C) que durà aproximadament 170.000 anys. Malgrat que alguns grups marins, com els foraminífers bentònics, patiren grans extincions a causa del màxim tèrmic, el seu efecte sobre els mamífers fou un augment de la taxa d'especiació i de les migracions. Les temperatures de les regions polars eren molt més altes que avui en dia. Els boscos temperats arribaven fins als pols, mentre que els climes tropicals plujosos arribaven fins a 45° de latitud nord. Quan es formaren els dipòsits del jaciment de Messel, l'àrea en què es troba estava situada 10° més al sud que avui en dia.
En aquesta època, gran part d'allò que actualment és l'Europa mediterrània i el sud-oest d'Àsia estava submergida al mar de Tetis. Els dos continents estaven separats per l'estret de Turgai. Gràcies a la humiditat i les altes temperatures, la major part del continent europeu estava coberta de vegetació. En aquests boscos frondosos, Leptictidium compartia hàbitat amb animals com ara el primat Godinotia, l'erinaceomorf Pholidocercus, l'ocell Palaeotis i el perissodàctil Propalaeotherium. Entre els depredadors, hi havia el cocodril Asiatosuchus, el creodont Lesmesodon i la formiga gegant de Messel. El depredador alfa era Gastornis, una au carnívora que feia gairebé dos metres d'alçada.
La regió que actualment és Alemanya es trobava en una zona volcànicament activa durant l'Eocè. Es pensa que el jaciment de Messel podria ser l'antiga ubicació d'un llac volcànic saturat de CO₂. Periòdicament, el llac hauria alliberat el gas que contenia, creant un núvol mortal que hauria asfixiat els animals del voltant. Això explicaria el gran nombre d'espècies no aquàtiques que s'han trobat a l'antic fons del llac del jaciment de Messel.

## Documentals

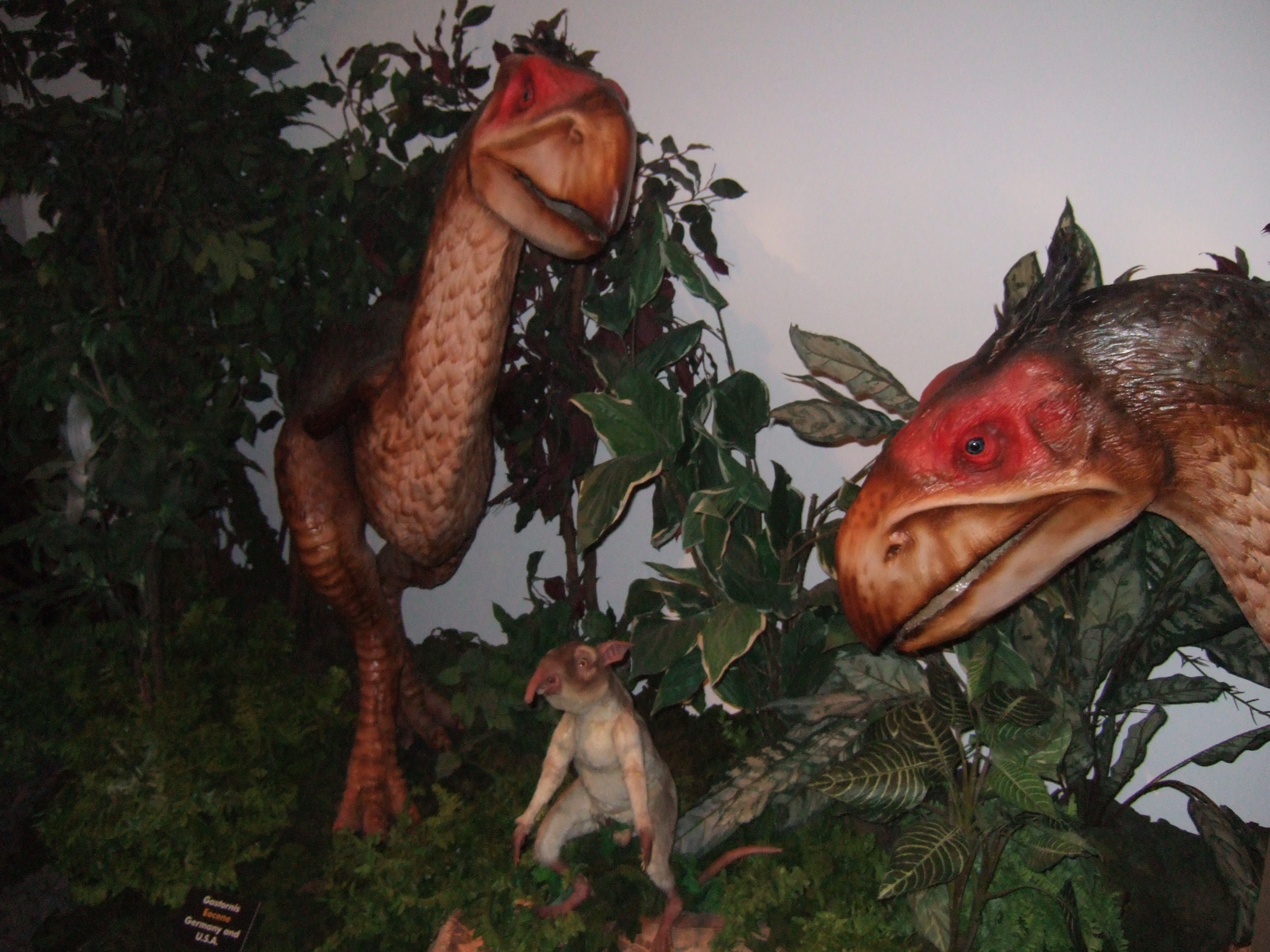
Les aparicions de L. tobieni i Gastornis a Walking with Beasts es dugueren a terme amb una combinació de ninots robòtics i gràfics d'ordinador.

Una femella de L. tobieni i les seves cries són els protagonistes del primer episodi de la sèrie de paleontologia de la BBC Walking with Beasts. L'episodi narra un dia a la vida d'aquest animal de l'Eocè.
La femella apareix per primera vegada després de la caiguda d'un micrometeorit, quan es troba amb un altre exemplar de la mateixa espècie just abans de l'alba. Es veu obligada a fugir d'un Gastornis i refugiar-se al niu que ha construït a la base d'un ficus. Una vegada ja s'ha fet de dia, la mare surt a caçar, buscant insectes i animals de sang freda que encara no s'han escalfat i atrapa una granota. Va fins a la riba d'un llac volcànic, però no s'hi acosta perquè hi ha un Ambulocetus que ha vingut de la costa. Al migdia es veu obligada a tornar al niu malgrat el poc èxit que ha tingut, car a aquesta hora hi ha més depredadors al bosc, i es posa a dormir fins a la tarda.
Una vegada han passat les hores més càlides, la femella surt de nou. Fa servir les potes de darrere per preparar els camins que utilitzarà per fugir si un depredador la persegueix. Aquesta vegada, les cries surten a caçar amb ella. Aconsegueixen fugir d'un nou atac del Gastornis, que acaba matant un propaleoteri. En aquesta ocasió, tenen èxit i aconsegueixen abundant aliment.
Quan cau la nit, els Leptictidium són uns dels pocs animals que se salven d'un núvol de gas tòxic alliberat pel llac, gràcies al fet que el seu niu no es troba al camí que segueix el núvol. En canvi, l'Ambulocetus que els ha atacat durant el dia mor asfixiat pel diòxid de carboni i l'endemà al matí els Leptictidium passen pel seu costat, sabent que és mort.